# Прапор Малайзії
Національний прапор Малайзії являє собою полотнище з сімома червоними і сімома білими горизонтальними смугами. У лівому верхньому кутку розташований кантон темно-синього кольору. У кантоні розміщені: півмісяць і 14-променева зірка жовтого кольору. Прийнятий в 1963 р. Тринадцять червоних і білих смуг символізують тринадцять штатів Малайзії, чотирнадцята смуга символізує федеральний центр. Темно-синій кантон означає єднання народу країни. Півмісяць — символ ісламу, державної релігії Малайзії. Зірка з чотирнадцятьма променями — символ тринадцяти провінцій і федерального центру, таким чином промені і смуги дублюють один одного. Жовтий колір цих символів — символ влади короля Малайзії. У 1997 р. отримав офіційну назву «Джалур Геміланг» («Славний смугастий»).

## Історія

Пропорції: 1:2. Прапор Малайї використовувався з 1950 по 1963 рік.

### Вибір
Сучасний прапор Малайзії заснований на прапорі Малайської Федерації. У 1949 році, через рік після створення Федерації, Федеральна законодавча рада оголосила конкурс на створення нового державного прапора. На конкурс подали 373 роботи, три з яких були представлені громадськості в опитуванні, проведеному The Malay Mail.
Перший прапор мав кільце з 11 білих зірок на блакитному тлі з двома червоними малайськими Крисами (кинджалами) посередині. Другий був таким же, як і перший, але з двома концентричними кільцями з 5 і 6 зірок. Третій мав 11 синьо-білих смуг і червоне поле в лівому верхньому куті з білим півмісяцем і п'ятипроменевою зіркою. Цей останній дизайн було обрано переможцем.

Перший запропонований прапор
Другий запропонований прапор
Третій запропонований прапор

У грудні 1949 року Федеральна законодавча рада вирішила внести зміни в дизайн-переможець. За пропозицією політика Onn Jaafar, червоний і синій кольори помінялися місцями, кольори півмісяця і зірки були змінені з білого на жовтий, а до зірки додано ще шість променів. Остаточний варіант малайського прапора затвердив Георг VI 19 травня 1950 р., він вперше був піднятий перед резиденцією Султана Селангора 26 травня 1950 року. 31 серпня 1957 року він був піднятий після отримання незалежності в Площі Незалежності замість прапора Великої Британії.

### Символізм
Коли прапор було завершено для офіційного використання, значення дизайну було надано таким чином:
- Червоний, білий і синій – представляють Малайзію як країну, що належить до Співдружності націй.
- Півмісяць і зірка – символізують іслам як офіційну релігію для Федерації, оскільки жовтий колір символізує суверенітет малайських правителів і їхню роль як лідера віри в складових державах. Сама одинадцятипроменева зірка символізує «єдність і співпрацю» зазначених держав-членів.

### Дизайнер

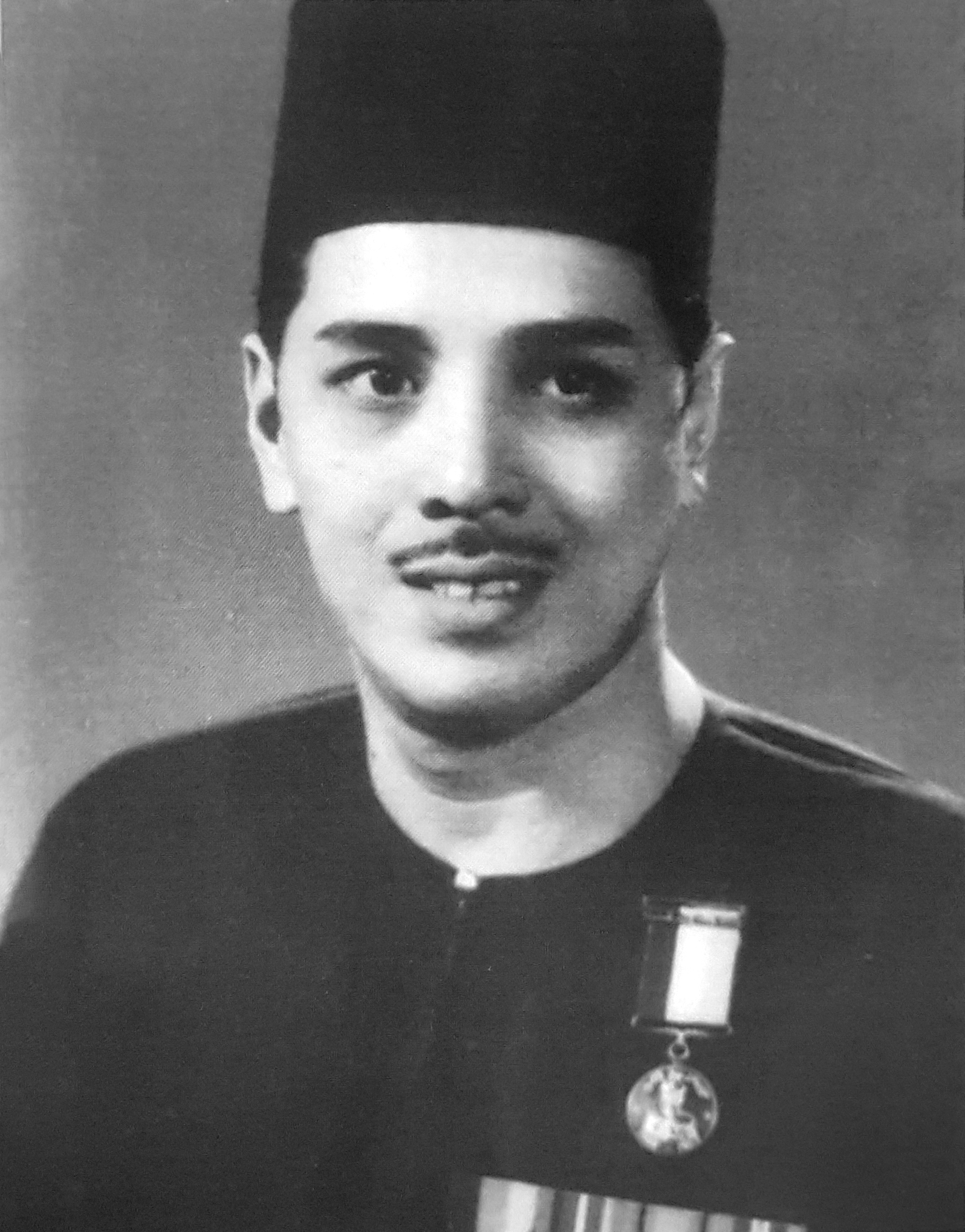
Мохамед після отримання Діамантової ювілейної медалі Султана Ібрагіма в 1955.

Прапор Джохора

Малайський прапор був розроблений Мохамедом Хамза, 29-річним архітектором, який працював у Департаменті громадських робіт Малайзії (JKR) в Джохор-Бару, Джохор. Він брав участь у конкурсі з дизайну національного прапора з двома проєктами, які він виконав за два тижні. Перший був зеленим прапором із блакитним «крисом» посередині, оточений 15 білими зірками. Другий, який став одним із трьох фіналістів, був натхненний прапором Джохора, але з п'ятьма білими смугами, доданими до синього поля.
Мохамед Хамза помер незадовго до свого 75-річчя 13 лютого 1993 року в Джалан Стуланг Бару, Kampung Melayu Majidee, Джохор.

### Модифікації

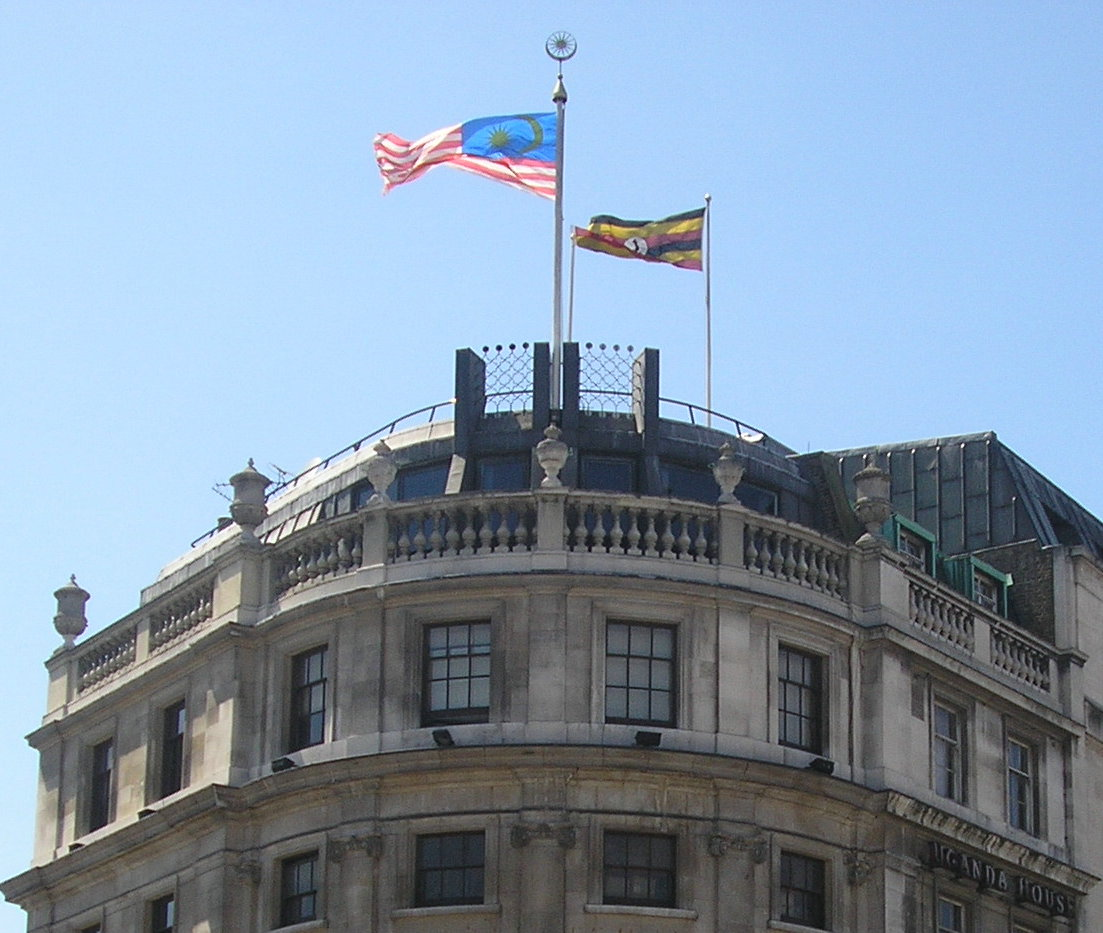
Малайзійський прапор майорить над туристичним офісом Малайзії на Трафальгар-сквер, Лондон. Прапор Уганди видно збоку Uganda House.

Після утворення Малайзії 16 вересня 1963 року дизайн малайського прапора був змінений, щоб відобразити та вшанувати нові штати у федерації.
До існуючого прапора було додано три додаткові смуги, а зірка отримала 14 променів, щоб відобразити федерацію початкових 11 штатів Малайї плюс Сабах, Саравак та Сінгапур; дизайн залишився незмінним навіть після виключення Сінгапуру з федерації через два роки. Коли столиця Куала-Лумпур була перетворена у Федеральну Територію 1 лютого 1974 року, додаткова смуга та промінь на зірці були призначені для представлення цього нового доповнення до федерації. Зрештою, з додаванням двох інших федеральних територій, Лабуан в 1984 і Путраджая в 2001, чотирнадцяті смуга і промінь на зірці стали асоціюватися з федеральним устроєм загалом.
В 1997, коли малазійцям запропонували дати назву прапору, прем’єр-міністр Мохамад Махатхір вибрав назву  Джалур Геміланг (Славний смугастий), щоб передбачити рух країни до постійного зростання та успіху.

## Знак поваги
Під час святкування Національного дня всіх заохочують вивішувати на Джалур Геміланг на своїх будинках, офісних будівлях, магазинах і корпоративних приміщеннях.
- Якщо прапор прикріплений вдома, його потрібно піднімати в бік дороги.
- Якщо прапор розміщено в групі прапорів із державними та приватними прапорами, прапор Малайзії має бути піднятий між двома прапорами, а його древко — вище, ніж інші.

## Історичні прапори

Прапор Королівства Саравак з 1870 до 1946.
Прапор Коронної колонії Саравак з 1946 до 1963.
Прапор Північного Борнео з 1882 до 1902.
Прапор Північного Борнео з 1902 до 1946.
Прапор Коронної колонії Північного Борнео з 1948 до 1963.
Прапор Коронної колонії Лабуан з 1912 до 1946.
Прапор Стрейтс-Сетлментс з 1904 до 1925.
Прапор Стрейтс-Сетлментс з 1925 до 1946.
Прапор Коронної колонії Пінанг з 1946 до 1949.
Прапор Коронної колонії Малакка з 1946 до 1957.
Прапор Колонії Сінгапур з 1946 до 1952.
Прапор Колонії Сінгапур з 1952 до 1959.
Прапор Федеративних Малайських Штатів з 1896 до 1946; пізніше прийнятий Малайським Союзом з 1946 до 1948.
Прапор Малайської Федерації з 1950 до 1963.
Прапор Малайзії використовується з 1964 року.

## Інші прапори
Урядові судна використовують Джалур Геміланг як державний прапор. Нижче наведено таблицю інших прапорів, які використовуються в Малайзії з національним прапором всередині.
| Flag              | Type                                                            | Description | Flag ratio |
| ----------------- | --------------------------------------------------------------- | --- | ---------- |
| Civil ensign.     | Цивільний прапор                                                | Цивільний прапор Малайзії, який використовується цивільними суднами, має червоне тло з Джалур Геміланг у синьо-фібраційному кантуванні. | 1:2        |
| Government ensign | Синій прапор уряду Малайзії                                     | Прапор, який використовується урядом Малайзії, має темно-синє тло з Джалур Геміланг у кантуванні. | 1:2        |
| MMEA blue ensign. | Синій прапор Малайзійського морського правоохоронного агентства | Прапор, який використовує Малайзійське морське правоохоронне агентство має темно-синє тло з Джалур Геміланг у кантоні та логотипом агентства в правому нижньому куту. | 1:2        |
| Army ensign.      | Армійський прапор                                               | Прапор використовується Малазійською армією має червоне тло з Джалур Геміланг у кантоні та армійською емблемою в правому нижньому куту. | 1:2        |
| Air Force ensign. | Прапор ВПС                                                      | Прапор використовується Королівськиї повітряних силах Малайзії має блідо-блакитне тло з Джалур Геміланг у кантоні та Зірку Федерації (14-променева зірка) у правому нижньому куту. | 1:2        |
| Naval ensign.     | Військово-морський прапор                                       | Прапор використовується Королівськими морськими силами Малайзії має біле тло з Jalur Gemilang у червоному кантоні та емблему, що складається з якоря та двох перехрещених традиційних крисів (кинджалів) в куту. Кораблі Королівського ВМС Малайзії використовують цей прапор як морський прапор. | 1:2        |

## Зірка Федерації (Bintang Persekutuan)
Концепція Зірки Федерації схожа на Зорю Співдружності Австралії в тому, що вона символізує єдність штатів у Малайзійській федерації та її федеральний уряд, показуючи 14 променів, які представляють 13 штатів федерації та федеральні території. Вона також використовується на круглому знаку Королівських ВПС Малайзії, прапорі Малайзійської китайської асоціації (MCA) flag і колишньому логотиі Об’єднаної малайської банківської корпорації (UMBC).
Національний революційний фронт Патані, в Південному Таїланді, сепаратистське угруповання Тайських малайців , причетне до Конфлікту в Південному Таїланді, спочатку прийняв прапор незалежності, який включав півмісяць і 15-променеву варіацію Федеральної зірки на своєму прапорі, щоб символізувати більш тісний зв'язок найпівденніших провінцій Таїланду з малайською мовою та з мусульманським населенням Малайзії, ніж з Таїландом.

Рондель Королівських повітряних сил Малайзії.
Прапор Китайської асоціації Малайзії (MCA).
Колишній прапор Національного революційного фронту Патані, з півмісяцем і 15-променевою Зіркою Федерації.
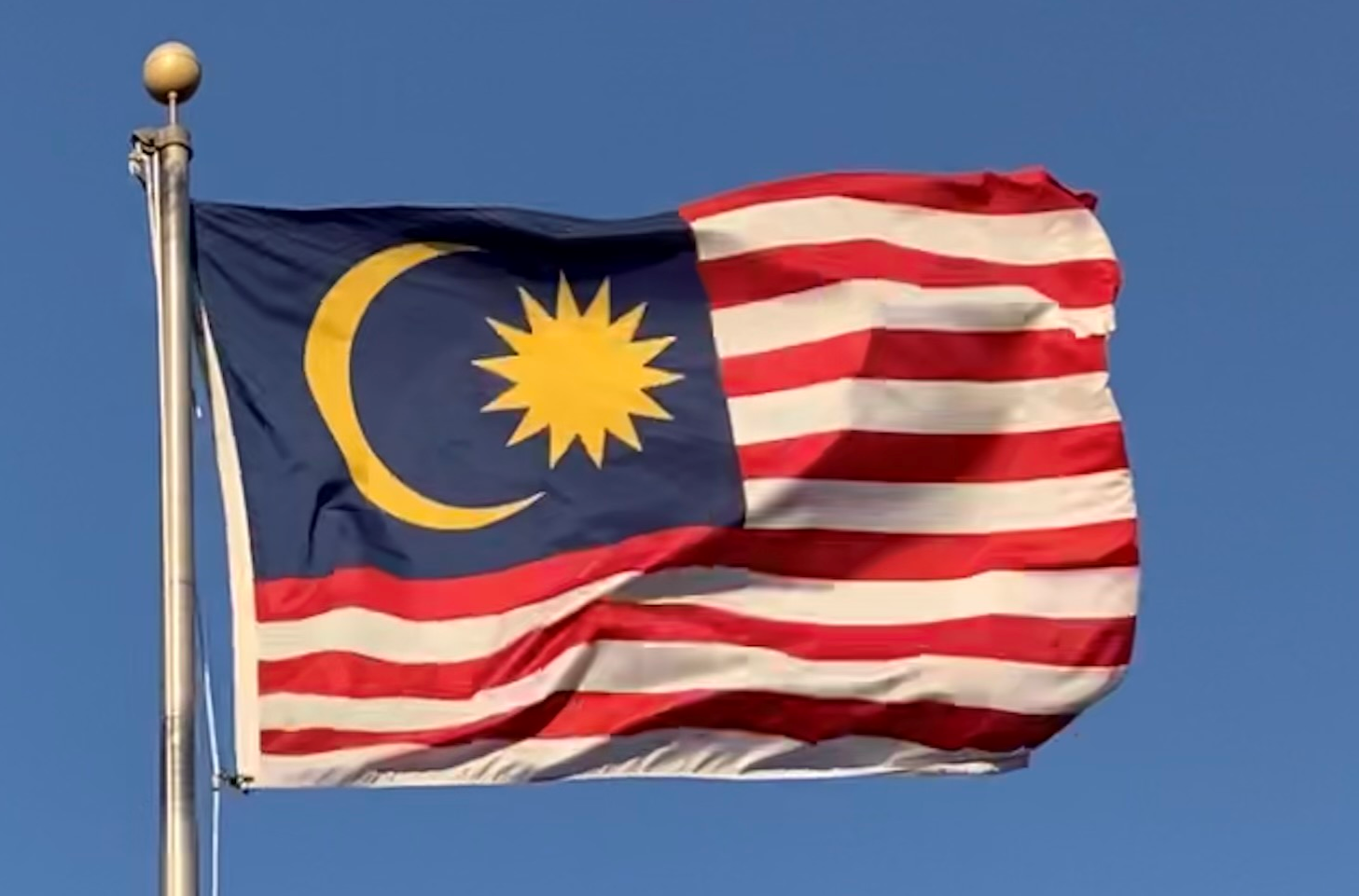
Прапор Малайзії на стовпі